# Liste der Mitglieder der Nationalversammlung der 13. Wahlperiode (Frankreich)
Diese Liste der Mitglieder der Nationalversammlung der 13. Wahlperiode gibt in alphabetischer Reihenfolge die mit der Wahl 2007 gewählten Abgeordneten der 13. Legislaturperiode der französischen Nationalversammlung (2007–2012) wieder. Für die Abgeordneten der vorherigen Wahlperiode siehe: Liste der Mitglieder der Nationalversammlung der 12. Wahlperiode (Frankreich).

## Legende
|     | Fraktion                                      | Zusammensetzung                                               |
| --- | --------------------------------------------- | ------------------------------------------------------------- |
| GDR | Gauche démocrate et républicaine              | Parti communiste français, Europe Écologie-Les Verts u. ä.    |
| SRC | Socialiste, radical, citoyen et divers gauche | Parti socialiste, PRG, Mouvement républicain et citoyen u. ä. |
| NC  | Nouveau Centre                                | Nouveau Centre u. ä.                                          |
| UMP | Union pour un mouvement populaire             | Union pour un mouvement populaire u. ä.                       |
|     | fraktionslos                                  |                                                               |

## A
| Name                    | Fraktion | Wahlkreis            |
| ----------------------- | -------- | -------------------- |
| Jean-Pierre Abelin      | NC       | Vienne IV            |
| Élie Aboud              | UMP      | Hérault VI           |
| Bernard Accoyer         | UMP      | Haute-Savoie I       |
| Patricia Adam           | SRC      | Finistère II         |
| Manuel Aeschlimann      | UMP      | Hauts-de-Seine II    |
| Yves Albarello          | UMP      | Seine-et-Marne VII   |
| Alfred Almont           | UMP      | Martinique II        |
| Abdoulatifou Aly        |          | Mayotte I            |
| Nicole Ameline          | UMP      | Calvados IV          |
| Marie-Hélène Amiable    | GDR      | Hauts-de-Seine XI    |
| Jean-Paul Anciaux       | UMP      | Saône-et-Loire III   |
| Sylvie Andrieux-Bacquet | SRC      | Bouches-du-Rhône VII |
| Edwige Antier           | UMP      | Paris IV             |
| Benoist Apparu          | UMP      | Marne IV             |
| François Asensi         | GDR      | Seine-Saint-Denis XI |
| Jean Auclair            | UMP      | Creuse II            |
| Martine Aurillac        | UMP      | Paris III            |
| Jean-Marc Ayrault       | SRC      | Loire-Atlantique III |

## B
| Name                     | Fraktion       | Wahlkreis                 |
| ------------------------ | -------------- | ------------------------- |
| Jean-Paul Bacquet        | SRC            | Puy-de-Dôme IV            |
| Dominique Baert          | SRC            | Nord VIII                 |
| Pierre-Christophe Baguet | UMP            | Hauts-de-Seine IX         |
| Patrick Balkany          | UMP            | Hauts-de-Seine V          |
| Jean-Pierre Balligand    | SRC            | Aisne III                 |
| Gérard Bapt              | SRC            | Haute-Garonne II          |
| Jean Bardet              | UMP            | Val-d’Oise III            |
| Brigitte Barèges         | UMP            | Tarn-et-Garonne I         |
| François Baroin          | UMP            | Aube III                  |
| Claude Bartolone         | SRC            | Seine-Saint-Denis VI      |
| Jacques Bascou           | SRC            | Aude II                   |
| Sylvia Bassot            | UMP            | Orne III                  |
| Christian Bataille       | SRC            | Nord XXII                 |
| Delphine Batho           | SRC            | Deux-Sèvres II            |
| François Bayrou          |                | Pyrénées-Atlantiques II   |
| Patrick Beaudouin        | UMP            | Val-de-Marne VI           |
| Jean-Claude Beaulieu     | UMP            | Charente-Maritime IV      |
| Pierre Bédier            | UMP            | Yvelines VIII             |
| Huguette Bello           | GDR            | Réunion II                |
| Jacques-Alain Bénisti    | UMP            | Val-de-Marne IV           |
| Thierry Benoit           |                | Ille-et-Vilaine VI        |
| Jean-Louis Bernard       | UMP            | Loiret III                |
| Marc Bernier             | UMP            | Mayenne II                |
| Chantal Berthelot        | SRC (Anhänger) | Französisch-Guayana II    |
| Véronique Besse          |                | Vendée IV                 |
| Jean-Yves Besselat       | UMP            | Seine-Maritime VII        |
| Gabriel Biancheri        | UMP            | Drôme IV                  |
| Jean-Louis Bianco        | SRC            | Alpes-de-Haute-Provence I |
| Gisèle Biémouret         | SRC            | Gers II                   |
| Jérôme Bignon            | UMP            | Somme III                 |
| Martine Billard          | GDR            | Paris I                   |
| Jean-Marie Binetruy      | UMP            | Doubs V                   |
| Claude Birraux           | UMP            | Haute-Savoie IV           |
| Christian Blanc          | NC             | Yvelines III              |
| Étienne Blanc            | UMP            | Ain III                   |
| Émile Blessig            | UMP            | Bas-Rhin VII              |
| Serge Blisko             | SRC            | Paris X                   |
| Patrick Bloche           | SRC            | Paris VII                 |
| Roland Blum              | UMP            | Bouches-du-Rhône I        |
| Alain Bocquet            | GDR            | Nord XX                   |
| Claude Bodin             | UMP            | Val-d’Oise IV             |
| Philippe Boënnec         | UMP            | Loire-Atlantique IX       |
| Daniel Boisserie         | SRC            | Haute-Vienne II           |
| Marcel Bonnot            | UMP            | Doubs III                 |
| Maxime Bono              | SRC            | Charente-Maritime I       |
| Jean-Yves Bony           | UMP            | Cantal II                 |
| Jean-Michel Boucheron    | SRC            | Ille-et-Vilaine I         |
| Jean-Claude Bouchet      | UMP            | Vaucluse II               |
| Marie-Odile Bouillé      | SRC            | Loire-Atlantique VIII     |
| Christophe Bouillon      | SRC            | Seine-Maritime V          |
| Monique Boulestin        | SRC            | Haute-Vienne I            |
| Gilles Bourdouleix       | UMP            | Maine-et-Loire V          |
| Pierre Bourguignon       | SRC            | Seine-Maritime III        |
| Chantal Bourragué        | UMP            | Gironde I                 |
| Danielle Bousquet        | SRC            | Côtes-d’Armor I           |
| Loïc Bouvard             | UMP            | Morbihan IV               |
| Michel Bouvard           | UMP            | Savoie III                |
| Valérie Boyer            | UMP            | Bouches-du-Rhône VIII     |
| Françoise Branget        | UMP            | Doubs I                   |
| Patrick Braouezec        | GDR            | Seine-Saint-Denis II      |
| Jean-Pierre Brard        | GDR            | Seine-Saint-Denis VII     |
| Xavier Breton            | UMP            | Ain I                     |
| Philippe Briand          | UMP            | Indre-et-Loire V          |
| Bernard Brochand         | UMP            | Alpes-Maritimes VIII      |
| François Brottes         | SRC            | Isère V                   |
| Chantal Brunel           | UMP            | Seine-et-Marne VIII       |
| Marie-George Buffet      | GDR            | Seine-Saint-Denis IV      |
| Michel Buillard          | UMP            | Französisch-Polynesien I  |
| Yves Bur                 | UMP            | Bas-Rhin IV               |

## C
| Name                       | Fraktion       | Wahlkreis               |
| -------------------------- | -------------- | ----------------------- |
| Alain Cacheux              | SRC            | Nord III                |
| Jérôme Cahuzac             | SRC            | Lot-et-Garonne III      |
| Dominique Caillaud         | UMP            | Vendée II               |
| Patrice Calmejane          | UMP            | Seine-Saint-Denis VIII  |
| François Calvet            | UMP            | Pyrénées-Orientales III |
| Jean-Christophe Cambadélis | SRC            | Paris XX                |
| Jean-Jacques Candelier     | GDR            | Nord XVI                |
| Bernard Carayon            | UMP            | Tarn IV                 |
| Thierry Carcenac           | SRC            | Tarn II                 |
| Pierre Cardo               | UMP            | Yvelines VII            |
| Christophe Caresche        | SRC            | Paris XVIII             |
| Antoine Carré              | UMP            | Loiret I                |
| Gilles Carrez              | UMP            | Val-de-Marne V          |
| Martine Carrillon-Couvreur | SRC            | Nièvre I                |
| Laurent Cathala            | SRC            | Val-de-Marne II         |
| Bernard Cazeneuve          | SRC            | Manche V                |
| Joëlle Ceccaldi-Raynaud    | UMP            | Hauts-de-Seine VI       |
| Yves Censi                 | UMP            | Aveyron I               |
| Guy Chambefort             | SRC (Anhänger) | Allier I                |
| Jean-Paul Chanteguet       | SRC            | Indre III               |
| Gérard Charasse            | SRC (Anhänger) | Allier IV               |
| Hervé de Charette          | UMP            | Maine-et-Loire VI       |
| Jean-Paul Charié           | UMP            | Loiret V                |
| Jérôme Chartier            | UMP            | Val-d’Oise VII          |
| André Chassaigne           | GDR            | Puy-de-Dôme V           |
| Gérard Cherpion            | \|Vosges II    |                         |
| Jean-François Chossy       | UMP            | Loire VII               |
| Jean-Louis Christ          | UMP            | Haut-Rhin II            |
| Dino Cinieri               | UMP            | Loire IV                |
| Éric Ciotti                | UMP            | Alpes-Maritimes I       |
| Alain Claeys               | SRC            | Vienne I                |
| Jean-Michel Clément        | SRC            | Vienne III              |
| Pascal Clément             | UMP            | Loire VI                |
| Marie-Françoise Clergeau   | SRC            | Loire-Atlantique II     |
| Philippe Cochet            | UMP            | Rhône V                 |
| Yves Cochet                | GDR            | Paris XI                |
| Gilles Cocquempot          | SRC            | Pas-de-Calais VII       |
| Pierre Cohen               | SRC            | Haute-Garonne III       |
| Georges Colombier          | UMP            | Isère VII               |
| Geneviève Colot            | UMP            | Essonne III             |
| Jean-François Copé         | UMP            | Seine-et-Marne VI       |
| François Cornut-Gentille   | UMP            | Haute-Marne II          |
| Louis Cosyns               | UMP            | Cher III                |
| René Couanau               | UMP            | Ille-et-Vilaine VII     |
| Charles de Courson         | NC             | Marne V                 |
| Édouard Courtial           | UMP            | Oise VII                |
| Alain Cousin               | UMP            | Manche III              |
| Jean-Yves Cousin           | UMP            | Calvados VI             |
| Catherine Coutelle         | SRC            | Vienne II               |
| Jean-Michel Couve          | UMP            | Var IV                  |
| Charles Cova               | UMP            | Seine-et-Marne VII      |
| Pascale Crozon             | SRC            | Rhône VI                |
| Henri Cuq                  | UMP            | Yvelines IX             |
| Frédéric Cuvillier         | SRC            | Pas-de-Calais V         |

## D
| Name                    | Fraktion       | Wahlkreis            |
| ----------------------- | -------------- | -------------------- |
| Marie-Christine Dalloz  | UMP            | Jura II              |
| Claude Darciaux         | SRC            | Côte-d’Or III        |
| Olivier Dassault        | UMP            | Oise I               |
| Marc-Philippe Daubresse | UMP            | Nord IV              |
| Bernard Debré           | UMP            | Paris XV             |
| Jean-Pierre Decool      | UMP (Anhänger) | Nord XIV             |
| Bernard Deflesselles    | UMP            | Bouches-du-Rhône IX  |
| Lucien Degauchy         | UMP            | Oise V               |
| Pascal Deguilhem        | SRC            | Dordogne I           |
| Rémi Delatte            | UMP            | Côte-d’Or II         |
| Michèle Delaunay        | SRC            | Gironde II           |
| Guy Delcourt            | SRC            | Pas-de-Calais XIII   |
| Michel Delebarre        | SRC            | Nord XIII            |
| Richard Dell'Agnola     | UMP            | Val-de-Marne XII     |
| Sophie Delong           | UMP            | Haute-Marne I        |
| Jean-Marie Demange      | UMP            | Moselle IX           |
| Stéphane Demilly        | NC             | Somme V              |
| Yves Deniaud            | UMP            | Orne I               |
| Bernard Depierre        | UMP            | Côte-d’Or I          |
| Bernard Derosier        | SRC            | Nord II              |
| Jacques Desallangre     | GDR            | Aisne IV             |
| Vincent Descoeur        | UMP            | Cantal I             |
| Michel Destot           | SRC            | Isère III            |
| Patrick Devedjian       | UMP            | Hauts-de-Seine XIII  |
| Nicolas Dhuicq          | UMP            | Aube I               |
| Éric Diard              | UMP            | Bouches-du-Rhône XII |
| Michel Diefenbacher     | UMP            | Lot-et-Garonne II    |
| Jean Dionis du Séjour   | NC             | Lot-et-Garonne I     |
| Marc Dolez              | SRC            | Nord XVII            |
| Jacques Domergue        | UMP            | Hérault I            |
| Jean-Pierre Door        | UMP            | Loiret IV            |
| Dominique Dord          | UMP            | Savoie I             |
| René Dosière            | SRC (Anhänger) | Aisne I              |
| Julien Dray             | SRC            | Essonne X            |
| Tony Dreyfus            | SRC            | Paris V              |
| Jean-Pierre Dufau       | SRC            | Landes II            |
| William Dumas           | SRC            | Gard V               |
| Jean-Louis Dumont       | SRC            | Meuse II             |
| Laurence Dumont         | SRC            | Calvados II          |
| Jean-Pierre Dupont      | UMP            | Corrèze III          |
| Nicolas Dupont-Aignan   |                | Essonne VIII         |
| Jean-Paul Dupré         | SRC            | Aude III             |
| Yves Durand             | SRC            | Nord XI              |
| Odette Duriez           | SRC            | Pas-de-Calais XI     |
| Philippe Duron          | SRC            | Calvados I           |
| Olivier Dussopt         | SRC            | Ardèche II           |
| Renaud Dutreil          | UMP            | Marne I              |

## E
| Name                     | Fraktion | Wahlkreis              |
| ------------------------ | -------- | ---------------------- |
| Christian Eckert         | SRC      | Meurthe-et-Moselle III |
| Henri Emmanuelli         | SRC      | Landes III             |
| Corinne Erhel            | SRC      | Côtes-d’Armor V        |
| Marie-Hélène des Esgaulx | UMP      | Gironde VIII           |
| Gilles d'Ettore          | UMP      | Hérault VII            |

## F
| Name                 | Fraktion       | Wahlkreis              |
| -------------------- | -------------- | ---------------------- |
| Laurent Fabius       | SRC            | Seine-Maritime IV      |
| Albert Facon         | SRC            | Pas-de-Calais XIV      |
| Daniel Fasquelle     | UMP            | Pas-de-Calais IX       |
| Martine Faure        | SRC            | Gironde IX             |
| Yannick Favennec     | UMP            | Mayenne III            |
| Georges Fenech       | UMP            | Rhône XI               |
| Hervé Féron          | SRC            | Meurthe-et-Moselle II  |
| Jean-Michel Ferrand  | UMP            | Vaucluse III           |
| Alain Ferry          | UMP (Anhänger) | Bas-Rhin VI            |
| Daniel Fidelin       | UMP            | Seine-Maritime IX      |
| Aurélie Filippetti   | SRC            | Moselle VIII           |
| Geneviève Fioraso    | SRC            | Isère I                |
| André Flajolet       | UMP            | Pas-de-Calais IX       |
| Jean-Claude Flory    | UMP            | Ardèche III            |
| Philippe Folliot     | NC (Anhänger)  | Tarn III               |
| Pierre Forgues       | SRC            | Hautes-Pyrénées I      |
| Nicolas Forissier    | UMP            | Indre II               |
| Marie-Louise Fort    | UMP            | Yonne III              |
| Jean-Michel Fourgous | UMP            | Yvelines XI            |
| Valérie Fourneyron   | SRC            | Seine-Maritime I       |
| Michel Françaix      | SRC            | Oise III               |
| Marc Francina        | UMP            | Haute-Savoie V         |
| Arlette Franco       | UMP            | Pyrénées-Orientales II |
| Jacqueline Fraysse   | GDR            | Hauts-de-Seine IV      |
| Pierre Frogier       | UMP            | Neukaledonien II       |
| Yves Fromion         | UMP            | Cher I                 |
| Jean-Claude Fruteau  | SRC            | Réunion V              |

## G
| Name                    | Fraktion       | Wahlkreis                  |
| ----------------------- | -------------- | -------------------------- |
| Jean-Louis Gagnaire     | SRC            | Loire II                   |
| Claude Gaillard         | UMP            | Meurthe-et-Moselle III     |
| Cécile Gallez           | UMP            | Nord XXI                   |
| Sauveur Gandolfi-Scheit | UMP            | Haute-Corse I              |
| Guillaume Garot         | SRC            | Mayenne I                  |
| Jean-Paul Garraud       | UMP            | Gironde X                  |
| Daniel Garrigue         | UMP            | Dordogne II                |
| Claude Gatignol         | UMP            | Manche IV                  |
| Jean Gaubert            | SRC            | Côtes-d’Armor II           |
| Gérard Gaudron          | UMP            | Seine-Saint-Denis X        |
| Jean-Jacques Gaultier   | UMP            | Vosges IV                  |
| Hervé Gaymard           | UMP            | Savoie II                  |
| Catherine Génisson      | SRC            | Pas-de-Calais II           |
| Guy Geoffroy            | UMP            | Seine-et-Marne IX          |
| Bernard Gérard          | UMP            | Nord IX                    |
| André Gerin             | GDR            | Rhône XIV                  |
| Alain Gest              | UMP            | Somme VI                   |
| Paul Giacobbi           | SRC (Anhänger) | Haute-Corse II             |
| Franck Gilard           | UMP            | Eure V                     |
| Jean-Patrick Gille      | SRC            | Indre-et-Loire I           |
| Georges Ginesta         | UMP            | Var V                      |
| Charles-Ange Ginesy     | UMP            | Alpes-Maritimes V          |
| Jean-Pierre Giran       | UMP            | Var III                    |
| Annick Girardin         | SRC (Anhänger) | Saint-Pierre-et-Miquelon I |
| Joël Giraud             | SRC (Anhänger) | Hautes-Alpes II            |
| Louis Giscard d’Estaing | UMP            | Puy-de-Dôme III            |
| Jean Glavany            | SRC            | Hautes-Pyrénées III        |
| Claude Goasguen         | UMP            | Paris XIV                  |
| Daniel Goldberg         | SRC            | Seine-Saint-Denis III      |
| François-Michel Gonnot  | UMP            | Oise VI                    |
| Didier Gonzales         | UMP            | Val-de-Marne III           |
| Gaëtan Gorce            | SRC            | Nièvre II                  |
| Pierre Gosnat           | GDR            | Val-de-Marne X             |
| Philippe Gosselin       | UMP            | Manche I                   |
| Pascale Got             | SRC            | Gironde V                  |
| Marc Goua               | SRC            | Maine-et-Loire II          |
| Philippe Goujon         | UMP            | Paris XII                  |
| François Goulard        | UMP            | Morbihan I                 |
| Michel Grall            | UMP            | Morbihan II                |
| Jean-Pierre Grand       | UMP            | Hérault III                |
| Claude Greff            | UMP            | Indre-et-Loire II          |
| Jean Grellier           | SRC            | Deux-Sèvres IV             |
| Maxime Gremetz          | GDR            | Somme I                    |
| Jean Grenet             | UMP            | Pyrénées-Atlantiques V     |
| François Grosdidier     | UMP            | Moselle I                  |
| Jacques Grosperrin      | UMP            | Doubs II                   |
| Arlette Grosskost       | UMP (Anhänger) | Haut-Rhin V                |
| Serge Grouard           | UMP            | Loiret II                  |
| Pascale Gruny           | UMP            | Aisne II                   |
| Louis Guédon            | UMP            | Vendée III                 |
| Françoise Guégot        | UMP            | Seine-Maritime II          |
| Jean-Claude Guibal      | UMP            | Alpes-Maritimes IV         |
| Élisabeth Guigou        | SRC            | Seine-Saint-Denis IX       |
| Jean-Jacques Guillet    | UMP            | Hauts-de-Seine VIII        |
| Christophe Guilloteau   | UMP            | Rhône X                    |

## H
| Name                   | Fraktion       | Wahlkreis                |
| ---------------------- | -------------- | ------------------------ |
| David Habib            | SRC            | Pyrénées-Atlantiques III |
| Gérard Hamel           | UMP            | Eure-et-Loir II          |
| Michel Havard          | UMP            | Rhône I                  |
| Michel Heinrich        | UMP            | Vosges I                 |
| Laurent Hénart         | UMP            | Meurthe-et-Moselle I     |
| Michel Herbillon       | UMP            | Val-de-Marne VIII        |
| Antoine Herth          | UMP            | Bas-Rhin V               |
| Francis Hillmeyer      | NC             | Haut-Rhin VI             |
| Danièle Hoffman-Rispal | SRC            | Paris VI                 |
| François Hollande      | SRC            | Corrèze I                |
| Françoise Hostalier    | UMP            | Nord XV                  |
| Philippe Houillon      | UMP            | Val-d’Oise I             |
| Guénhaël Huet          | UMP            | Manche II                |
| Michel Hunault         | NC             | Loire-Atlantique VI      |
| Sandrine Hurel         | SRC            | Seine-Maritime XI        |
| Christian Hutin        | SRC (Anhänger) | Nord XII                 |
| Sébastien Huyghe       | UMP            | Nord V                   |

## I
| Name              | Fraktion | Wahlkreis              |
| ----------------- | -------- | ---------------------- |
| Monique Iborra    | SRC      | Haute-Garonne VI       |
| Jean-Louis Idiart | SRC      | Haute-Garonne VIII     |
| Françoise Imbert  | SRC      | Haute-Garonne V        |
| Jacqueline Irles  | UMP      | Pyrénées-Orientales IV |
| Michel Issindou   | SRC      | Isère II               |

## J
| Name                    | Fraktion | Wahlkreis            |
| ----------------------- | -------- | -------------------- |
| Christian Jacob         | UMP      | Seine-et-Marne IV    |
| Denis Jacquat           | UMP      | Moselle II           |
| Éric Jalton             | SRC      | Guadeloupe I         |
| Serge Janquin           | SRC      | Pas-de-Calais X      |
| Olivier Jardé           | NC       | Somme II             |
| Paul Jeanneteau         | UMP      | Maine-et-Loire I     |
| Yves Jego               | UMP      | Seine-et-Marne III   |
| Henri Jibrayel          | SRC      | Bouches-du-Rhône IV  |
| Maryse Joissains-Masini | UMP      | Bouches-du-Rhône XIV |
| Marc Joulaud            | UMP      | Sarthe IV            |
| Alain Joyandet          | UMP      | Haute-Saône I        |
| Régis Juanico           | SRC      | Loire I              |
| Didier Julia            | UMP      | Seine-et-Marne II    |
| Armand Jung             | SRC      | Bas-Rhin I           |

## K
| Name                 | Fraktion | Wahlkreis           |
| -------------------- | -------- | ------------------- |
| Marietta Karamanli   | SRC      | Sarthe II           |
| Christian Kert       | UMP      | Bouches-du-Rhône XI |
| Jacques Kossowski    | UMP      | Hauts-de-Seine III  |
| Jean-Pierre Kucheida | SRC      | Pas-de-Calais XII   |

## L
| Name                      | Fraktion       | Wahlkreis               |
| ------------------------- | -------------- | ----------------------- |
| Patrick Labaune           | UMP            | Drôme I                 |
| Fabienne Labrette-Ménager | UMP            | Sarthe I                |
| Yvan Lachaud              | NC             | Gard I                  |
| Conchita Lacuey           | SRC            | Gironde IV              |
| Marc Laffineur            | UMP            | Maine-et-Loire VII      |
| Jean-Christophe Lagarde   | NC             | Seine-Saint-Denis V     |
| Jérôme Lambert            | SRC            | Charente III            |
| Jacques Lamblin           | UMP            | Meurthe-et-Moselle IV   |
| Jean-François Lamour      | UMP            | Paris XIII              |
| Marguerite Lamour         | UMP            | Finistère III           |
| François Lamy             | SRC            | Essonne VI              |
| Jack Lang                 | SRC            | Pas-de-Calais VI        |
| Pierre Lang               | UMP            | Moselle VI              |
| Pierre Lasbordes          | UMP            | Essonne V               |
| Colette Langlade          | SRC            | Dordogne III            |
| Jean Lassalle             |                | Pyrénées-Atlantiques IV |
| Jean Launay               | SRC            | Lot II                  |
| Thierry Lazaro            | UMP            | Nord VI                 |
| Jean-Yves Le Bouillonnec  | SRC            | Val-de-Marne XI         |
| Marylise Lebranchu        | SRC            | Finistère IV            |
| Patrick Lebreton          | SRC            | La Réunion IV           |
| Gilbert Le Bris           | SRC            | Finistère VIII          |
| Jean-Paul Lecoq           | GDR            | Seine-Maritime VI       |
| Robert Lecou              | UMP            | Hérault IV              |
| Jean-Yves Le Déaut        | SRC            | Meurthe-et-Moselle VI   |
| Michel Lefait             | SRC            | Pas-de-Calais VIII      |
| Frédéric Lefebvre         | UMP            | Hauts-de-Seine X        |
| Jean-Marc Lefranc         | UMP            | Calvados V              |
| Marc Le Fur               | UMP            | Côtes-d’Armor III       |
| Jacques Le Guen           | UMP            | Finistère V             |
| Jean-Marie Le Guen        | SRC            | Paris IX                |
| Michel Lejeune            | UMP            | Seine-Maritime XII      |
| Annick Le Loch            | SRC            | Finistère VII           |
| Bruno Le Maire            | UMP            | Eure I                  |
| Patrick Lemasle           | SRC            | Haute-Garonne VII       |
| Dominique Le Mèner        | UMP            | Sarthe V                |
| Catherine Lemorton        | SRC            | Haute-Garonne I         |
| Jacques Le Nay            | UMP            | Morbihan VI             |
| Jean-Claude Lenoir        | UMP            | Orne II                 |
| Jean-Louis Léonard        | UMP            | Charente-Maritime II    |
| Jean Leonetti             | UMP            | Alpes-Maritimes VII     |
| Annick Lepetit            | SRC            | Paris XVII              |
| Pierre Lequiller          | UMP            | Yvelines IV             |
| Bruno Le Roux             | SRC            | Seine-Saint-Denis I     |
| Jean-Claude Leroy         | SRC            | Pas-de-Calais III       |
| Maurice Leroy             | NC             | Loir-et-Cher III        |
| Bernard Lesterlin         | SRC            | Allier II               |
| Serge Letchimy            | SRC (Anhänger) | Martinique III          |
| Claude Leteurtre          | NC             | Calvados III            |
| Céleste Lett              | UMP            | Moselle V               |
| Geneviève Levy            | UMP            | Var I                   |
| Michel Lezeau             | UMP            | Indre-et-Loire IV       |
| Michel Liebgott           | SRC            | Moselle X               |
| Martine Lignières-Cassou  | SRC            | Pyrénées-Atlantiques I  |
| Albert Likuvalu           | SRC (Anhänger) | Wallis und Futuna I     |
| François Loncle           | SRC            | Eure IV                 |
| François Loos             | UMP            | Bas-Rhin IX             |
| Gérard Lorgeoux           | UMP            | Morbihan III            |
| Gabrielle Louis-Carabin   | UMP            | Guadeloupe II           |
| Lionnel Luca              | UMP            | Alpes-Maritimes VI      |
| Victorin Lurel            | SRC            | Guadeloupe IV           |

## M
| Name                              | Fraktion       | Wahlkreis               |
| --------------------------------- | -------------- | ----------------------- |
| Daniel Mach                       | UMP            | Pyrénées-Orientales I   |
| Guy Malherbe                      | UMP            | Essonne IV              |
| Richard Mallié                    | UMP            | Bouches-du-Rhône X      |
| Jean Mallot                       | SRC            | Allier III              |
| Noël Mamère                       | GDR            | Gironde III             |
| Jean-François Mancel              | UMP            | Oise II                 |
| Louis-Joseph Manscour             | SRC            | Martinique I            |
| Jacqueline Maquet                 | SRC            | Pas-de-Calais III       |
| Alain Marc                        | UMP            | Aveyron III             |
| Jeanny Marc                       | SRC (Anhänger) | Guadeloupe III          |
| Marie-Lou Marcel                  | SRC            | Aveyron II              |
| Jean-Pierre Marcon                | UMP (Anhänger) | Haute-Loire I           |
| Thierry Mariani                   | UMP            | Vaucluse IV             |
| Alfred Marie-Jeanne               | GDR            | Martinique IV           |
| Christine Marin                   | UMP            | Nord XXIII              |
| Hervé Mariton                     | UMP            | Drôme III               |
| Muriel Marland-Militello          | UMP            | Alpes-Maritimes II      |
| Franck Marlin                     | UMP (Anhänger) | Essonne II              |
| Jean-René Marsac                  | SRC            | Ille-et-Vilaine IV      |
| Jean Marsaudon                    | UMP            | Essonne VII             |
| Philippe Martin                   | SRC            | Gers I                  |
| Philippe Martin (Politiker, 1949) | UMP            | Marne VI                |
| Martine Martinel                  | SRC            | Haute-Garonne IV        |
| Henriette Martinez                | UMP            | Hautes-Alpes I          |
| Patrice Martin-Lalande            | UMP            | Loir-et-Cher II         |
| Alain Marty                       | UMP            | Moselle IV              |
| Jacques Masdeu-Arus               | UMP            | Yvelines XII            |
| Frédérique Massat                 | SRC            | Ariège I                |
| Jean-Claude Mathis                | UMP            | Aube II                 |
| Gilbert Mathon                    | SRC            | Somme IV                |
| Didier Mathus                     | SRC            | Saône-et-Loire IV       |
| Jean-Philippe Maurer              | UMP            | Bas-Rhin II             |
| Sandrine Mazetier                 | SRC            | Paris VIII              |
| Pierre Méhaignerie                | UMP            | Ille-et-Vilaine V       |
| Christian Ménard                  | UMP            | Finistère VI            |
| Michel Ménard                     | SRC            | Loire-Atlantique V      |
| Damien Meslot                     | UMP            | Territoire de Belfort I |
| Kléber Mesquida                   | SRC            | Hérault V               |
| Philippe Meunier                  | UMP            | Rhône (13e)             |
| Jean Michel                       | SRC            | Puy-de-Dôme VI          |
| Didier Migaud                     | SRC            | Isère IV                |
| Jean-Claude Mignon                | UMP            | Seine-et-Marne I        |
| Marie-Anne Montchamp              | UMP            | Val-de-Marne VII        |
| Arnaud Montebourg                 | SRC            | Saône-et-Loire VI       |
| Pierre Morange                    | UMP            | Yvelines VI             |
| Nadine Morano                     | UMP            | Meurthe-et-Moselle V    |
| Pierre Morel-A-L’Huissier         | UMP            | Lozère II               |
| Jean-Marie Morisset               | UMP            | Deux-Sèvres III         |
| Pierre Moscovici                  | SRC            | Doubs IV                |
| Georges Mothron                   | UMP            | Val-d’Oise V            |
| Étienne Mourrut                   | UMP            | Gard II                 |
| Alain Moyne-Bressand              | UMP            | Isère VI                |
| Pierre-Alain Muet                 | SRC            | Rhône II                |
| Renaud Muselier                   | UMP            | Bouches-du-Rhône V      |
| Roland Muzeau                     | GDR            | Hauts-de-Seine I        |
| Jacques Myard                     | UMP            | Yvelines V              |

## N
| Name                | Fraktion | Wahlkreis         |
| ------------------- | -------- | ----------------- |
| Philippe Nauche     | SRC      | Corrèze II        |
| Henri Nayrou        | SRC      | Ariège V          |
| Alain Néri          | SRC      | Puy-de-Dôme II    |
| Jean-Marc Nesme     | UMP      | Saône-et-Loire II |
| Jean-Pierre Nicolas | UMP      | Eure II           |
| Yves Nicolin        | UMP      | Loire V           |

## O
| Name                      | Fraktion       | Wahlkreis          |
| ------------------------- | -------------- | ------------------ |
| Marie-Renée Oget          | SRC            | Côtes-d’Armor IV   |
| Françoise Olivier-Coupeau | SRC            | Morbihan V         |
| Patrick Ollier            | UMP            | Hauts-de-Seine VII |
| Dominique Orliac          | SRC (Anhänger) | Lot I              |

## P
| Name                         | Fraktion       | Wahlkreis               |
| ---------------------------- | -------------- | ----------------------- |
| Michel Pajon                 | SRC            | Seine-Saint-Denis (13e) |
| Françoise de Panafieu        | UMP            | Paris XVI               |
| Bertrand Pancher             | UMP            | Meuse I                 |
| Yanick Paternotte            | UMP            | Val-d’Oise IX           |
| Christian Patria             | UMP            | Oise IV                 |
| George Pau-Langevin          | SRC            | Paris XXI               |
| Christian Paul               | SRC            | Nièvre III              |
| Daniel Paul                  | GDR            | Seine-Maritime VIII     |
| Béatrice Pavy                | UMP            | Sarthe III              |
| Germinal Peiro               | SRC            | Dordogne IV             |
| Jacques Pélissard            | UMP            | Jura I                  |
| Jean-Luc Pérat               | SRC            | Nord XXIV               |
| Dominique Perben             | UMP            | Rhône IV                |
| Jean-Claude Perez            | SRC            | Aude I                  |
| Marie-Françoise Pérol-Dumont | SRC            | Haute-Vienne III        |
| Nicolas Perruchot            | NC             | Loir-et-Cher I          |
| Bernard Perrut               | UMP            | Rhône IX                |
| Sylvia Pinel                 | SRC (Anhänger) | Tarn-et-Garonne II      |
| Étienne Pinte                | UMP            | Yvelines I              |
| Martine Pinville             | SRC (Anhänger) | Charente IV             |
| Michel Piron                 | UMP            | Maine-et-Loire IV       |
| Henri Plagnol                | UMP            | Val-de-Marne I          |
| Philippe Plisson             | SRC            | Gironde XI              |
| Serge Poignant               | UMP            | Loire-Atlantique X      |
| Jean-Frédéric Poisson        | UMP            | Yvelines X              |
| Bérengère Poletti            | UMP            | Ardennes I              |
| Axel Poniatowski             | UMP            | Val-d’Oise II           |
| Josette Pons                 | UMP            | Var VI                  |
| Daniel Poulou                | UMP            | Pyrénées-Atlantiques VI |
| Jean-Luc Préel               | NC             | Vendée I                |
| Christophe Priou             | UMP            | Loire-Atlantique VII    |
| Jean Proriol                 | UMP            | Haute-Loire II          |

## Q
| Name                | Fraktion | Wahlkreis             |
| ------------------- | -------- | --------------------- |
| Didier Quentin      | UMP      | Charente-Maritime V   |
| Catherine Quéré     | SRC      | Charente-Maritime III |
| Jean-Jack Queyranne | SRC      | Rhône VII             |

## R
| Name                   | Fraktion       | Wahlkreis              |
| ---------------------- | -------------- | ---------------------- |
| Dominique Raimbourg    | SRC            | Loire-Atlantique IV    |
| Michel Raison          | UMP            | Haute-Saône III        |
| Éric Raoult            | UMP (Anhänger) | Seine-Saint-Denis XII  |
| Laure de la Raudière   | UMP            | Eure-et-Loir III       |
| Frédéric Reiss         | UMP            | Bas-Rhin VIII          |
| Jean-Luc Reitzer       | UMP            | Haut-Rhin III          |
| Jacques Remiller       | UMP            | Isère VIII             |
| Simon Renucci          | SRC (Anhänger) | Corse-du-Sud I         |
| Marie-Line Reynaud     | SRC            | Charente II            |
| Bernard Reynès         | UMP            | Bouches-du-Rhône XV    |
| Franck Reynier         | UMP            | Drôme II               |
| Franck Riester         | UMP            | Seine-et-Marne V       |
| Jean Roatta            | UMP            | Bouches-du-Rhône III   |
| Didier Robert          | UMP            | Réunion III            |
| Chantal Robin-Rodrigo  | SRC (Anhänger) | Hautes-Pyrénées II     |
| Camille de Rocca Serra | UMP            | Corse-du-Sud II        |
| François Rochebloine   | NC             | Loire III              |
| Alain Rodet            | SRC            | Haute-Vienne IV        |
| Marcel Rogemont        | SRC (Anhänger) | Ille-et-Vilaine III    |
| Marie-Josée Roig       | UMP            | Vaucluse I             |
| Jean-Marie Rolland     | UMP            | Yonne II               |
| Bernard Roman          | SRC            | Nord I                 |
| Valérie Rosso-Debord   | UMP            | Meurthe-et-Moselle III |
| Jean-Marc Roubaud      | UMP            | Gard III               |
| René Rouquet           | SRC            | Val-de-Marne IX        |
| Alain Rousset          | SRC            | Gironde VII            |
| Max Roustan            | UMP            | Gard IV                |
| Patrick Roy            | SRC            | Nord XIX               |
| François de Rugy       | GDR            | Loire-Atlantique I     |

## S
| Name                 | Fraktion       | Wahlkreis                  |
| -------------------- | -------------- | -------------------------- |
| Martial Saddier      | UMP            | Haute-Savoie III           |
| Michel Sainte-Marie  | SRC            | Gironde VI                 |
| Francis Saint-Léger  | UMP            | Lozère I                   |
| Rudy Salles          | NC             | Alpes-Maritimes III        |
| Bruno Sandras        | UMP            | Französisch-Polynesien II  |
| Jean-Claude Sandrier | GDR            | Cher II                    |
| Michel Sapin         | SRC            | Indre I                    |
| Joël Sarlot          | UMP (Anhänger) | Vendée V                   |
| Odile Saugues        | SRC            | Puy-de-Dôme I              |
| François Sauvadet    | NC             | Côte-d’Or IV               |
| François Scellier    | UMP            | Val-d’Oise VI              |
| André Schneider      | UMP            | Bas-Rhin III               |
| Jean-Marie Sermier   | UMP            | Jura III                   |
| Christophe Sirugue   | SRC            | Saône-et-Loire V           |
| Jean-Pierre Soisson  | UMP            | Yonne I                    |
| Michel Sordi         | UMP            | Haut-Rhin VII              |
| Daniel Spagnou       | UMP            | Alpes-de-Haute-Provence II |
| Éric Straumann       | UMP            | Haut-Rhin I                |
| Alain Suguenot       | UMP            | Côte-d’Or V                |

## T
| Name                     | Fraktion       | Wahlkreis           |
| ------------------------ | -------------- | ------------------- |
| Michèle Tabarot          | UMP            | Alpes-Maritimes IX  |
| Lionel Tardy             | UMP            | Haute-Savoie II     |
| Christiane Taubira       | SRC (Anhänger) | Guyane I            |
| Jean-Charles Taugourdeau | UMP            | Maine-et-Loire III  |
| Guy Teissier             | UMP            | Bouches-du-Rhône VI |
| Pascal Terrasse          | SRC            | Ardèche I           |
| Michel Terrot            | UMP            | Rhône XII           |
| Jean-Claude Thomas       | UMP            | Marne III           |
| Dominique Tian           | UMP            | Bouches-du-Rhône II |
| Jean Tiberi              | UMP            | Paris II            |
| Jean-Louis Touraine      | SRC            | Rhône III           |
| Marisol Touraine         | SRC            | Indre-et-Loire III  |
| Philippe Tourtelier      | SRC            | Ille-et-Vilaine II  |
| Alfred Trassy-Paillogues | UMP            | Seine-Maritime X    |
| Georges Tron             | UMP            | Essonne IX          |

## U
| Name                | Fraktion | Wahlkreis    |
| ------------------- | -------- | ------------ |
| Jean Ueberschlag    | UMP      | Haut-Rhin IV |
| Jean-Jacques Urvoas | SRC      | Finistère I  |

## V
| Name                      | Fraktion | Wahlkreis             |
| ------------------------- | -------- | --------------------- |
| Daniel Vaillant           | SRC      | Paris XIX             |
| Jacques Valax             | SRC      | Tarn I                |
| André Vallini             | SRC      | Isère IX              |
| Françoise Vallet          | SRC      | Eure-et-Loir I        |
| Manuel Valls              | SRC      | Essonne I             |
| Yves Vandewalle           | UMP      | Yvelines II           |
| Christian Vanneste        | UMP      | Nord X                |
| François Vannson          | UMP      | Vosges III            |
| Marc Vampa                | NC       | Eure III              |
| Isabelle Vasseur          | UMP      | Aisne V               |
| Catherine Vautrin         | UMP      | Marne II              |
| Michel Vauzelle           | SRC      | Bouches-du-Rhône XVI  |
| Michel Vaxès              | GDR      | Bouches-du-Rhône XIII |
| Francis Vercamer          | NC       | Nord VII              |
| Patrice Verchère          | UMP      | Rhône VIII            |
| Michel Vergnier           | SRC      | Creuse I              |
| Charles de La Verpillière | UMP      | Ain II                |
| André Vézinhet            | SRC      | Hérault II            |
| Jean-Sébastien Vialatte   | UMP      | Var VII               |
| René-Paul Victoria        | UMP      | Réunion I             |
| Alain Vidalies            | SRC      | Landes I              |
| Philippe Vigier           | NC       | Eure-et-Loir IV       |
| François-Xavier Villain   |          | Nord XVIII            |
| Jean-Michel Villaumé      | SRC      | Haute-Saône II        |
| Jean-Claude Viollet       | SRC      | Charente I            |
| Philippe Vitel            | UMP      | Var II                |
| Gérard Voisin             | UMP      | Saône-et-Loire I      |
| Michel Voisin             | UMP      | Ain IV                |
| Philippe Vuilque          | SRC      | Ardennes II           |

## W
| Name                | Fraktion | Wahlkreis    |
| ------------------- | -------- | ------------ |
| Jean-Luc Warsmann   | UMP      | Ardennes III |
| André Wojciechowski | UMP      | Moselle VII  |

## Y
| Name       | Fraktion | Wahlkreis       |
| ---------- | -------- | --------------- |
| Gaël Yanno | UMP      | Neukaledonien I |

## Z
| Name                | Fraktion | Wahlkreis                |
| ------------------- | -------- | ------------------------ |
| Marie-Jo Zimmermann | UMP      | Moselle III              |
| Michel Zumkeller    | UMP      | Territoire de Belfort II |